# Клеменс, Роджер
Уи́льям Ро́джер Кле́менс (англ. William Roger Clemens; родился 4 августа 1962 года в Дейтоне, штата Огайо) — американский профессиональный бейсболист, праворукий питчер. Он с 1984 по 2007 годы выступал в Главной лиге бейсбола за команды «Бостон Ред Сокс», «Торонто Блю Джейс», «Нью-Йорк Янкис» и «Хьюстон Астрос». Клеменс семь раз выигрывал приз Сая Янга, ежегодно вручаемый лучшему питчеру лиги, в 1986 году он также был признан самым ценным игроком Американской лиги. В составе «Нью-Йорк Янкис» Клеменс дважды, в 1999 и 2000 годах, выигрывал Мировую серию.
В 2007 году бывший сенатор США Джордж Джон Митчелл, расследовавший случаи использования допинга в бейсболе, обвинил Клеменса в использовании им анаболических стероидов в конце карьеры. Сам Клеменс перед Конгрессом клятвенно отрицал использование запрещённых препаратов.

## Ранние годы
Клеменс родился в Дейтоне (штат Огайо) в семье Билла и Бесс Клеменсов и был младшим из пяти детей. Его дед Джозеф Клеменс иммигрировал из Германии в 1880-х годах. Когда Роджер был ещё в младенческом возрасте его родители разошлись и он продолжал жить с матерью, которая вскоре вышла замуж за Вуди Бухера, которого Клеменс и считает своим отцом. Бухер умер когда Роджеру было девять лет и по словам Клеменса, единственный раз, когда он завидовал другим игрокам, было тогда, когда он видел других детей в клубной раздевалке вместе со своими родителями. До 1977 года он жил в Вандалии (штат Огайо), а в старшую школу ходил в Хьюстоне (штат Техас). В школе Спринг-Вудс он играл в бейсбол под руководством тренера Чарльза Майорана. Он также занимался американским футболом и баскетболом. На последнем году обучения в старшей школы его заметили скауты «Филадельфии Филлис» и «Миннесоты Твинс» и предложили ему заключить с ними контракт, однако Роджер решил пойти учиться в университет.